# Kuwait Investment Authority
Kuwait Investment Authority (араб. الهيئة العامة للإستثمار‎, KIA) — кувейтский суверенный фонд. Общая стоимость активов, находящихся в распоряжении фонда, составляет 592 миллиарда долларов. Является пятым по величине активов суверенным фондом в мире.

## История
Kuwait Investment Authority было основано 23 февраля 1953 года для управления финансовыми средствами, полученными Кувейтом от продажи нефти. Является старейшим в мире суверенным фондом.
KIA управляет средствами кувейтского фонда будущих поколений и резервного фонда Кувейта, а также другими активами министерства финансов. Главой совета директоров KIA является министр финансов Кувейта. Также в состав правления входят министр энергетики, глава центрального банка, а также пятеро граждан Кувейта, трое из которых не могут занимать пост в правительстве.
Активы KIA превышают 592 миллиарда долларов, что делает его одним из крупнейших суверенных фондов в мире.